# Jugador de la Temporada de la Premier League
El Jugador de la Temporada de la Premier League és un premi anual de futbol que reconeix el jugador més destacat de la Premier League cada temporada. El receptor és escollit per un panell reunit pels patrocinadors de la lliga, format per membres dels "òrgans de govern del futbol, els mitjans de comunicació i els aficionats", i s'anuncia la segona o tercera setmana de maig. A efectes de patrocini, del 1994 al 2001 va ser anomenat Jugador de l'Any de Carling; del 2001 al 2004, Jugador de l'Any de la Barclaycard; i del 2004 al 2016, Jugador de la Temporada de la Barclays. Des de la temporada 2016-17, se l'anomena Jugador de la Temporada d'EA Sports.
La Premier League es va fundar el 1992, quan els clubs de la First Division van abandonar la Football League i van establir una nova lliga comercialment independent que negociava els seus propis acords de retransmissió i patrocini. La lliga recentment formada no va tenir patrocinador per a la seva temporada inaugural fins que Carling va acceptar un contracte de quatre anys de 12 milions de lliures que va començar la temporada següent. Aquella mateixa temporada, Carling va introduir premis individuals per als jugadors, com ara la Bota d'Or. Tanmateix, els premis al Jugador del Mes i al Jugador de la Temporada només es van atorgar per primera vegada durant la temporada 1994–95. El primer premi al jugador de la temporada va ser atorgat al davanter del Blackburn Rovers, Alan Shearer, que va guanyar el títol de la Premier League amb el seu equip i la Bota d'Or aquella temporada.
Thierry Henry, Cristiano Ronaldo, Nemanja Vidić, Kevin De Bruyne i Mohamed Salah han estat Jugador de la Temporada en dues ocasions cadascun i són els únics jugadors que han guanyat el premi més d'una vegada, i Ronaldo ho ha aconseguit en anys consecutius (2007 i 2008). Vuit jugadors van ser els màxims golejadors de la Premier League i van guanyar la Bota d'Or juntament amb el premi al Jugador de la Temporada. Quatre d'aquests jugadors – Kevin Phillips, Henry, Ronaldo i Luis Suárez – va guanyar la Bota d'Or europea la mateixa temporada. Onze jugadors han guanyat el trofeu de la Premier League amb els seus respectius clubs el mateix any que van rebre el premi, i Ronaldo i Vidić ho han aconseguit en dues ocasions amb el Manchester United. Ronaldo és l'únic jugador que ha estat nomenat Jugador de la Temporada i ha guanyat el premi al Jugador Mundial de l'Any de la FIFA ; quan ho va aconseguir el 2008, es va convertir en el primer jugador de la Premier League en ser votat com el millor futbolista del món. El 2023, Erling Haaland, del Manchester City, es va convertir en el primer jugador de la història de la Premier League a guanyar els premis de Jugador de la Temporada i Jugador Jove de la Temporada durant la mateixa temporada.
L'actual posseïdor del premi és Mohamed Salah, del Liverpool FC.

## Guanyadors
| Jugador (X) | Nom del jugador i nombre de vegades que havia guanyat el premi en aquell moment (si n'hi havia més d'una)                                           |
| daga        | Indica que el jugador també va guanyar la Bota d'Or europea en la mateixa temporada                                                                 |
| doble-daga  | Indica que el jugador també va guanyar la Bota d'Or europea i el Jugador Mundial de l'Any de la FIFA en la mateixa temporada                        |
| #           | Indica que el jugador també va guanyar la Bota d'Or europea i el premi al Jugador Jove de la Temporada de la Premier League en la mateixa temporada |
| §           | Indica que el club va ser campió de la Premier League en la mateixa temporada                                                                       |

| Temporada | Jugador               | Posició     | Nacionalitat      | Club                  | Ref(s)        |
| --------- | --------------------- | ----------- | ----------------- | --------------------- | ------------- |
| 1994–95   | Alan Shearer          | Davanter    | Anglaterra        | Blackburn Rovers§     | [ 20 ]        |
| 1995–96   | Peter Schmeichel      | Porter      | Dinamarca         | Manchester United FC§ | [ 21 ]        |
| 1996–97   | Juninho Paulista      | Migcampista | Brasil            | Middlesbrough         | [ 22 ]        |
| 1997–98   | Michael Owen          | Davanter    | Anglaterra        | Liverpool FC          | [ 23 ]        |
| 1998–99   | Dwight Yorke          | Davanter    | Trinitat i Tobago | Manchester United FC§ | [ 24 ]        |
| 1999–2000 | Kevin Phillips        | Davanter    | Anglaterra        | Sunderland            | [ 25 ]        |
| 2000–01   | Patrick Vieira        | Migcampista | França            | Arsenal FC            | [ 26 ]        |
| 2001–02   | Freddie Ljungberg     | Migcampista | Suècia            | Arsenal FC§           | [ 27 ]        |
| 2002–03   | Ruud van Nistelrooy   | Davanter    | Països Baixos     | Manchester United FC§ | [ 28 ] [ 29 ] |
| 2003–04   | Thierry Henry (1)     | Davanter    | França            | Arsenal FC§           | [ 30 ] [ 31 ] |
| 2004–05   | Frank Lampard         | Migcampista | Anglaterra        | Chelsea FC§           | [ 32 ] [ 33 ] |
| 2005–06   | Thierry Henry (2)     | Davanter    | França            | Arsenal FC            | [ 34 ] [ 35 ] |
| 2006–07   | Cristiano Ronaldo (1) | Davanter    | Portugal          | Manchester United FC§ | [ 1 ]         |
| 2007–08   | Cristiano Ronaldo(2)  | Davanter    | Portugal          | Manchester United FC§ | [ 1 ] [ 18 ]  |
| 2008–09   | Nemanja Vidić (1)     | Defensa     | Sèrbia            | Manchester United FC§ | [ 36 ]        |
| 2009–10   | Wayne Rooney          | Davanter    | Anglaterra        | Manchester United FC  | [ 37 ]        |
| 2010–11   | Nemanja Vidić (2)     | Defensa     | Sèrbia            | Manchester United FC§ | [ 38 ]        |
| 2011–12   | Vincent Kompany       | Defensa     | Bèlgica           | Manchester City§      | [ 39 ]        |
| 2012–13   | Gareth Bale           | Migcampista | Galícia           | Tottenham Hotspur FC  | [ 40 ]        |
| 2013–14   | Luis Suárez           | Davanter    | Uruguai           | Liverpool FC          | [ 41 ]        |
| 2014–15   | Eden Hazard           | Migcampista | Bèlgica           | Chelsea FC§           | [ 4 ]         |
| 2015–16   | Jamie Vardy           | Davanter    | Anglaterra        | Leicester City§       | [ 42 ]        |
| 2016–17   | N'Golo Kanté          | Migcampista | França            | Chelsea FC§           | [ 43 ]        |
| 2017–18   | Mohamed Salah (1)     | Davanter    | Egipte            | Liverpool FC          | [ 44 ]        |
| 2018–19   | Virgil van Dijk       | Defensa     | Països Baixos     | Liverpool FC          | [ 45 ]        |
| 2019–20   | Kevin De Bruyne (1)   | Migcampista | Bèlgica           | Manchester City       | [ 46 ]        |
| 2020–21   | Rúben Dias            | Defensa     | Portugal          | Manchester City§      | [ 47 ]        |
| 2021–22   | Kevin De Bruyne (2)   | Migcampista | Bèlgica           | Manchester City§      | [ 48 ]        |
| 2022–23   | Erling Haaland        | Davanter    | Noruega           | Manchester City§      | [ 19 ]        |
| 2023–24   | Phil Foden            | Migcampista | Anglaterra        | Manchester City§      | [ 49 ]        |
| 2024–25   | Mohamed Salah (2)     | Davanter    | Egipte            | Liverpool FC§         | [ 50 ]        |

## Múltiples premis guanyats pels jugadors
La taula següent enumera el nombre de premis guanyats pels jugadors que han guanyat almenys dos premis al Jugador de la Temporada.
| Premis | Jugador           | País     | Edició           |
| ------ | ----------------- | -------- | ---------------- |
| 2      | Thierry Henry     | França   | 2003–04, 2005-06 |
| 2      | Cristiano Ronaldo | Portugal | 2006–07, 2007–08 |
| 2      | Nemanja Vidić     | Sèrbia   | 2008–09, 2010–11 |
| 2      | Kevin De Bruyne   | Bèlgica  | 2019–20, 2021-22 |
| 2      | Mohamed Salah     | Egipte   | 2017–18, 2024–25 |

## Premis guanyats per nacionalitat
| País | Jugadors | Total |
| ---- | -------- | ----- |
|      | 7        | 7     |
|      | 3        | 4     |
|      | 3        | 4     |
|      | 2        | 3     |
|      | 2        | 2     |
|      | 1        | 2     |
|      | 1        | 2     |
|      | 1        | 1     |
|      | 1        | 1     |
|      | 1        | 1     |
|      | 1        | 1     |
|      | 1        | 1     |
|      | 1        | 1     |
|      | 1        | 1     |

## Premis guanyats per posició
| Posició     | Jugadors | Total |
| ----------- | -------- | ----- |
| Endavant    | 12       | 15    |
| migcampista | 9        | 10    |
| Defensa     | 4        | 5     |
| Porter      | 1        | 1     |

## Premis guanyats pel club
| Club                 | Jugadors | Total |
| -------------------- | -------- | ----- |
| Manchester United FC | 6        | 8     |
| Manchester City      | 5        | 6     |
| Liverpool FC         | 4        | 5     |
| Arsenal FC           | 3        | 4     |
| Chelsea FC           | 3        | 3     |
| Ciutat de Leicester  | 1        | 1     |
| Blackburn Rovers     | 1        | 1     |
| Middlesbrough        | 1        | 1     |
| Sunderland           | 1        | 1     |
| Tottenham Hotspur FC | 1        | 1     |